# Лазарчик Семен Михайлович
Семен Михайлович Лазарчик (біл. Сямён Міхайлавіч Лазарчык, нар. 3 вересня 2000, Мінськ, Білорусь) — білоруський футболіст, захисник борисовського БАТЕ.

## Життєпис
Вихованець школи футбольного клубу «Іслоч». Перший тренер — Борис Михайлович Лазарчик. З 2016 року розпочав виступати за дубль команди в першості дублерів. 1 серпня 2020 року дебютував у складі головної команди в матчі чемпіонату Білорусі проти «Славії-Мозир». Семен з'явився на полі на 3-ій компенсованій до основного часу матчу хвилині замість Дмитра Юсова. У січні 2021 року став гравцем борисовського БАТЕ.

## Титули і досягнення
- Кубок Білорусі
  -  Володар (1): 2021